# Nicolas Montaudon
Pour les autres membres de la famille, voir Jean-Baptiste Alexandre Montaudon.
Nicolas Montaudon, né à Bordeaux le 16 novembre 1745 et mort à Saint-Émilion le 27 mai 1811, est un avocat et homme politique français du XVIIIe siècle.

## Biographie
Montaudon était avocat au parlement de Limoges lorsqu'il fut élu, le 18 mars 1789, par la sénéchaussée de Limoges, député du Tiers aux États généraux. Il n'eut qu'un rôle parlementaire effacé.
En juin 1789, il présidait la chambre du tiers. Le président avait l'habitude d'agiter une sonnette quand l'orateur était trop ennuyeux ou trop long ; ayant un jour une communication à faire, il s'en tira si péniblement qu'instinctivement il agita la sonnette pour lui-même.
L'Assemblée se mit à rire, et le remplaça par M. d'Ailly.